# Beatus de San Pedro de Cardeña
El Beatus de San Pedro de Cardeña, o Beatus de Cardeña, és un manuscrit il·luminat que conté el comentari a l'Apocalipsi de Beat de Liébana. Es creu que procedeix de San Pedro de Cardeña i es data de finals del XII o principis del xiii. Es conserva en diversos fragments: la gran part, 135 folis, al Museu Arqueològic Nacional d'Espanya amb el número d'inventari 1962/73/2; 15 folis més al Metropolitan Museum of Art; 2 a la biblioteca Francisco de Zabálburu y Basabe de Madrid; i un foli al Museu Diocesà de Girona.

## Descripció
Els folis, de 445 x 300 mm, presenten l'escriptura a doble columna de 36 línies (la caixa fa 305 x 190 mm); lletra carolina de transició a gòtica. Se n'han conservat 152 folis entre les quatre institucions que en posseeixen fragments, però es considera que n'hi ha un cert nombre que s'han perdut.
Es tracta d'un dels darrers beatus, datable entre 1175-1185, amb unes miniatures que ja prefiguren les gòtiques. Les miniatures són obra de dos miniaturistes diferents i estan fetes amb gran luxe, ja que inclouen abundantment l'ús de blau i pa d'or, els materials més cars. Se n'han conservat un total de 51. Se n'han destacat les similituds que l'emparenten amb el Beatus de Manchester.

## Història
El manuscrit va ingressar al Museu Arqueològic Nacional el 1869, ja en estat fragmentari. Figura com a provinent de San Pedro de Cardeña, però no es té notícies de la seva història anterior ni de si pertanyia realment a aquest monestir. Els folis del Metropolitan Museum of Art havien estat a França al segle xix, en possessió de Jean-Joseph Marquet-Vasselot.
El còdex ha estat inclòs en el registre del Memòria del Món de la UNESCO el 2015.

## Galeria

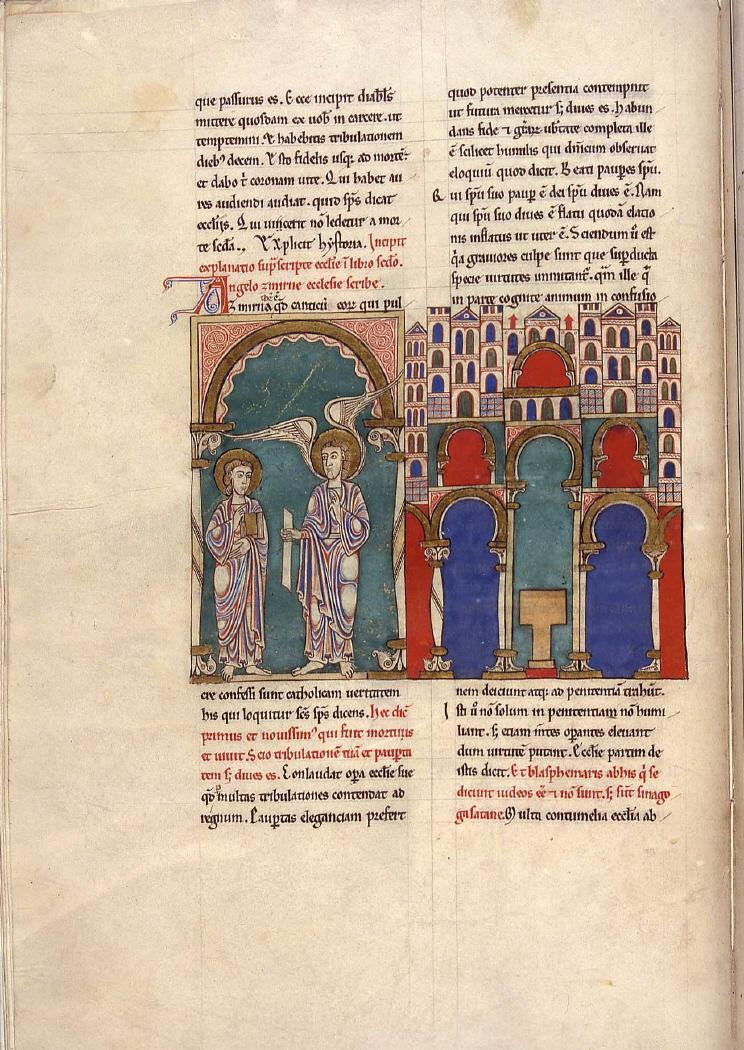
Foli 44v; missatge a l'església d'Esmirna; exemplar del Museu Arqueològic Nacional d'Espanya
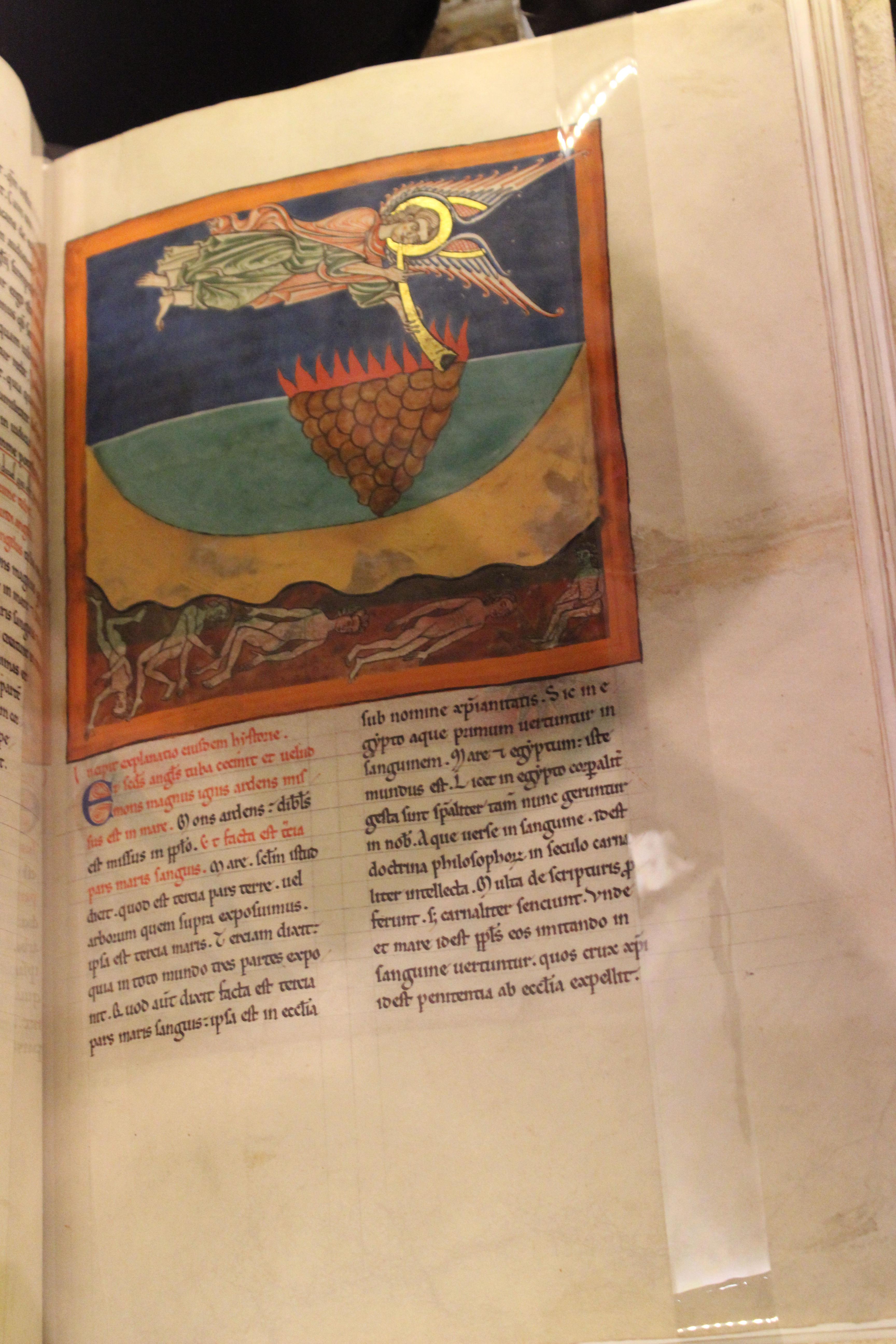
Foli 96r; segona trompeta; la muntanya en flames llençada al mar; exemplar del Museu Arqueològic Nacional d'Espanya
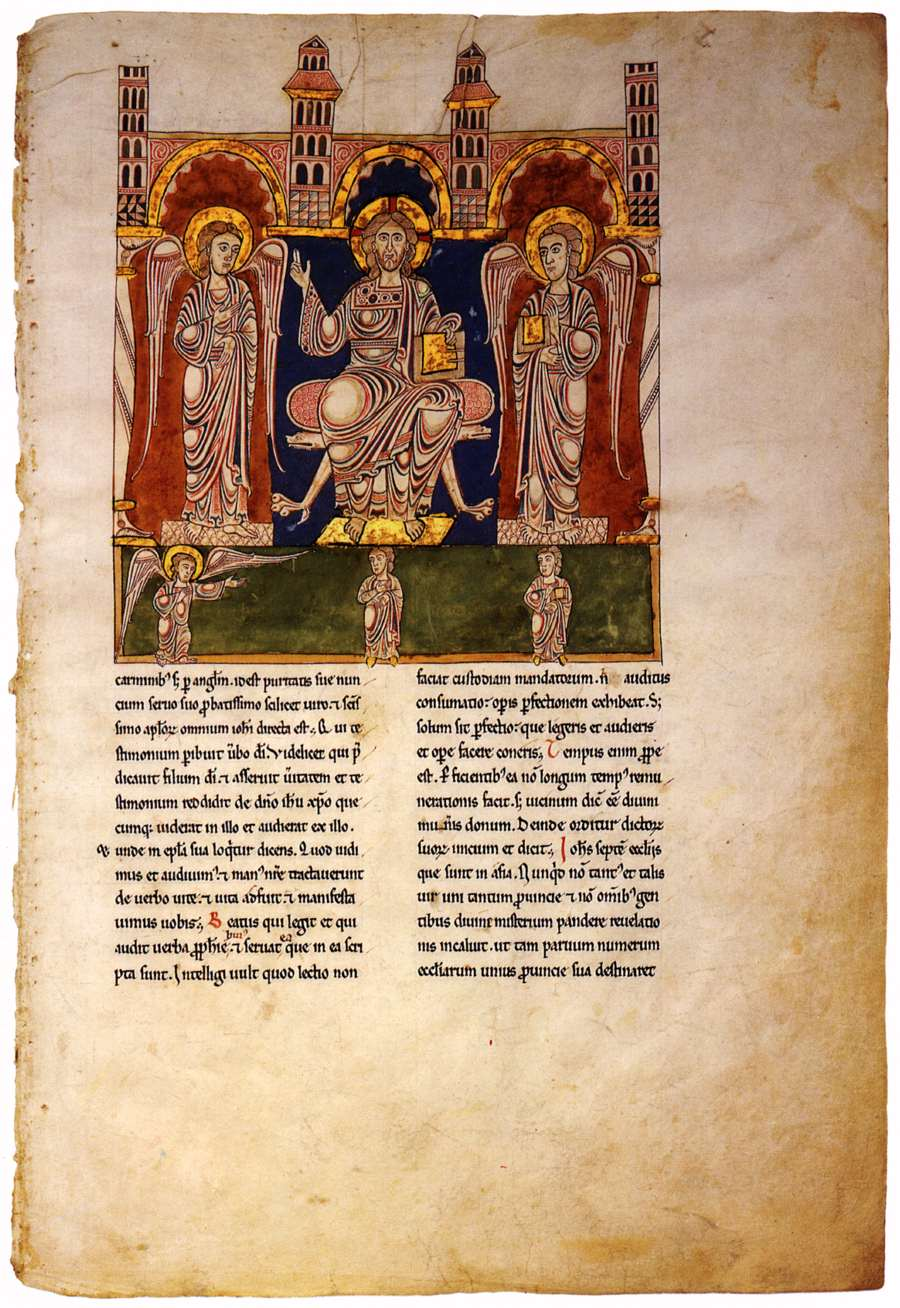
Foli del Metropolitan Museum of Art (referència); Crist en majestat; l'àngel ordena a Joan d'escriure el llibre de la revelació
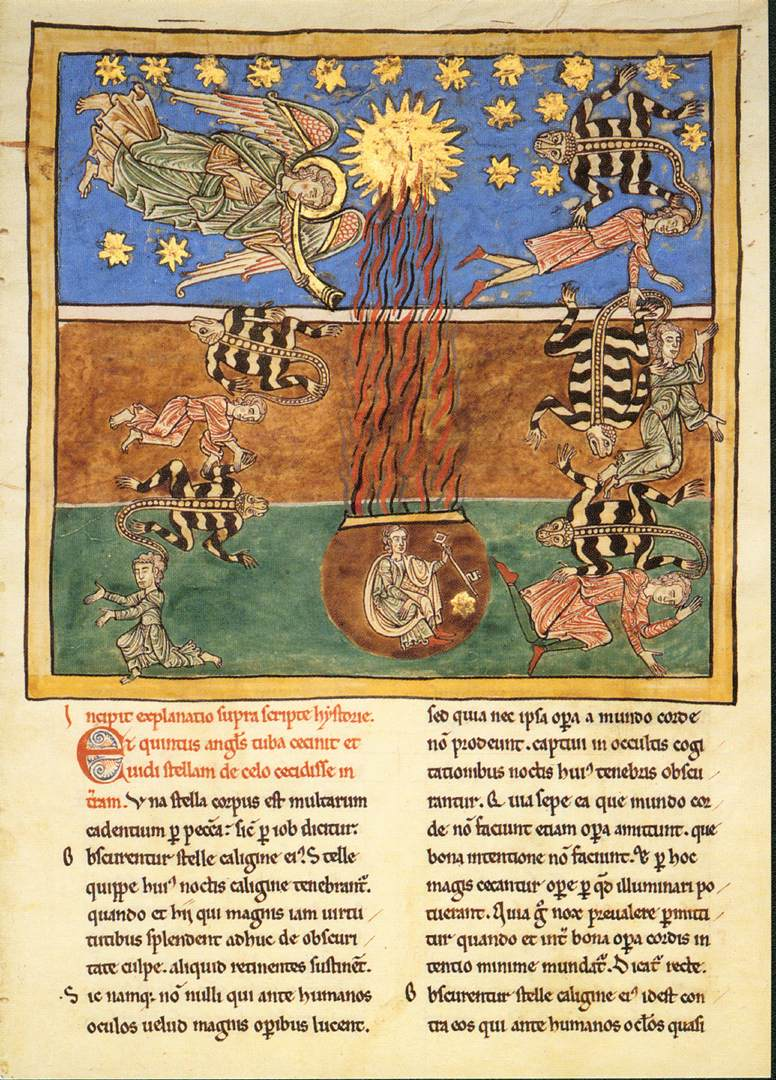
Foli del Metropolitan Museum of Art (referència 1991.232.10); la cinquena trompeta, l'estrella cau del cel i apareixen les llagostes